# Розумашки
«Розумашки» — щомісячний пізнавально-розважальний журнал для дітей молодшого шкільного віку (6-9 років). Видається з 2016 року українським медіахолдингом CO-OP Media.
У грудні 2017 року журі Всеукраїнського конкурсу на краще періодичне друковане видання для дітей та юнацтва, заснованого Державним комітетом телебачення і радіомовлення, ухвалило рішення визнати журнал «Розумашки» кращим періодичним виданням для дітей.
Всеукраїнський конкурс на краще періодичне друковане видання для дітей та юнацтва засновано в 2007 році з метою сприяння розвитку дитячої періодики, удосконалення традицій випуску періодичних друкованих видань для юних читачів, підвищення ролі друкованих ЗМІ у вихованні підростаючого покоління, популяризації сучасних технологій художнього оформлення та поліграфічного виконання періодичних друкованих видань для дітей та юнацтва. 
Головний редактор журналу — Руслана Скачко. Має педагогічну освіту, протягом багатьох років співпрацює з дитячими виданнями як автор текстів та інтерактивних завдань.
Журнал був заснований у 2016 році. Входить до складу медіахолдингу CO-OP Media.
Журнал є офіційним партнером Дитячого Форуму у Львові.

## Тематика та основні рубрики
Журнал «Розумашки» охоплює широке коло тем, публікує ексклюзивні матеріали про природу, історію, географію, фізичні явища, технології, космос. На сторінках видання також є розвиваючі завдання — логічні задачі, загадки, кросворди тощо.
Рубрики журналу можна розділити на три категорії:

### Пізнавальні
- Чомучка — прості та змістовні відповіді на чудернацькі запитання дітей.
- Мандри — розповідь про країну, її традиції та особливості.
- Дивосвіт — природні явища
- Хвостаті й крилаті — цікавинки про життя тварин та стосунки з ними людини.
- Технодром — знайомство з винаходами, механізмами та приладами.
- Дослід — підказки, що допомагають у практичному пізнанні світу.

### Розважальні
- Задачки-зачіпачки — оригінальні логічні та математичні завдання.
- Читачун — розповіді та оповідання.
- Ігротека — кросворди, чайнворди, різноманітні розвивальні завдання.
- Розмальовка — контурний чорно-білий сюжетний малюнок.
- Саморобка — короткі інструкції про те, як зробити цікаві речі власноруч.
- Фокуси — нескладні ефектні трюки, що їх може зробити дитина.

### Виховні
- Історії про… — комікс про життя дитини.
- Як по-твоєму? — опис неоднозначних ситуацій із життя та пошук варіантів їх вирішення.